# Manuel Pérez y Curis
Pour les articles homonymes, voir Manuel Pérez (homonymie), Pérez et Curis.
Œuvres principales
- Apolo (magazine, 1905-1909)
- La arquitectura del verso (1913)

Manuel Pérez y Curis (Montevideo, 1884–1920) est un écrivain et poète uruguayen.

## Biographie
Il était le fils de Julián Pérez Rial et Manuela Curis. 
Le magazine Apolo est son principal œuvre écrite. Un autre travail important est La arquitectura del verso (1913), publié en France – L'architecture du verset – et au Mexique. La poétesse uruguayenne Delmira Agustini a collaboré avec le magazine Apolo. Son poème Las coronas a été publié en 1908.
Atteint de la tuberculose, Pérez y Curis meurt en 1920, à l’âge de 36 ans.

## Œuvres
- Revista Apolo (1905–1909)
- La arquitectura del verso (1913)
- Romances y seguidillas del Plata (1940, posthume)
- Heliostropos (1906)
- El poema de la carne
- La canción de las crisaldas
- El gesto contemplativo (1914)